# 郭铦
郭铦（786年—822年7月26日），一名郭镕，唐朝官员，华州郑县（今陕西渭南市华州区）人。唐顺宗的驸马。
郭铦是郭子仪之孙，郭暧和升平公主的儿子，兄长郭铸、郭钊、郭鏦。郭銛性情平和、平易近人，官至殿中监，娶唐顺宗的女儿西河公主。郭鏦去世，郭銛代替他为太子詹事、宫苑闲厩使。长庆三年暴病而亡。姐姐郭太后遣使按问发病的情状，很久才结束。西河公主改嫁沈翚，与沈翚育有一子，郭銛无嗣，以沈翚之子嗣，即郭仲元。